# 永寧圍

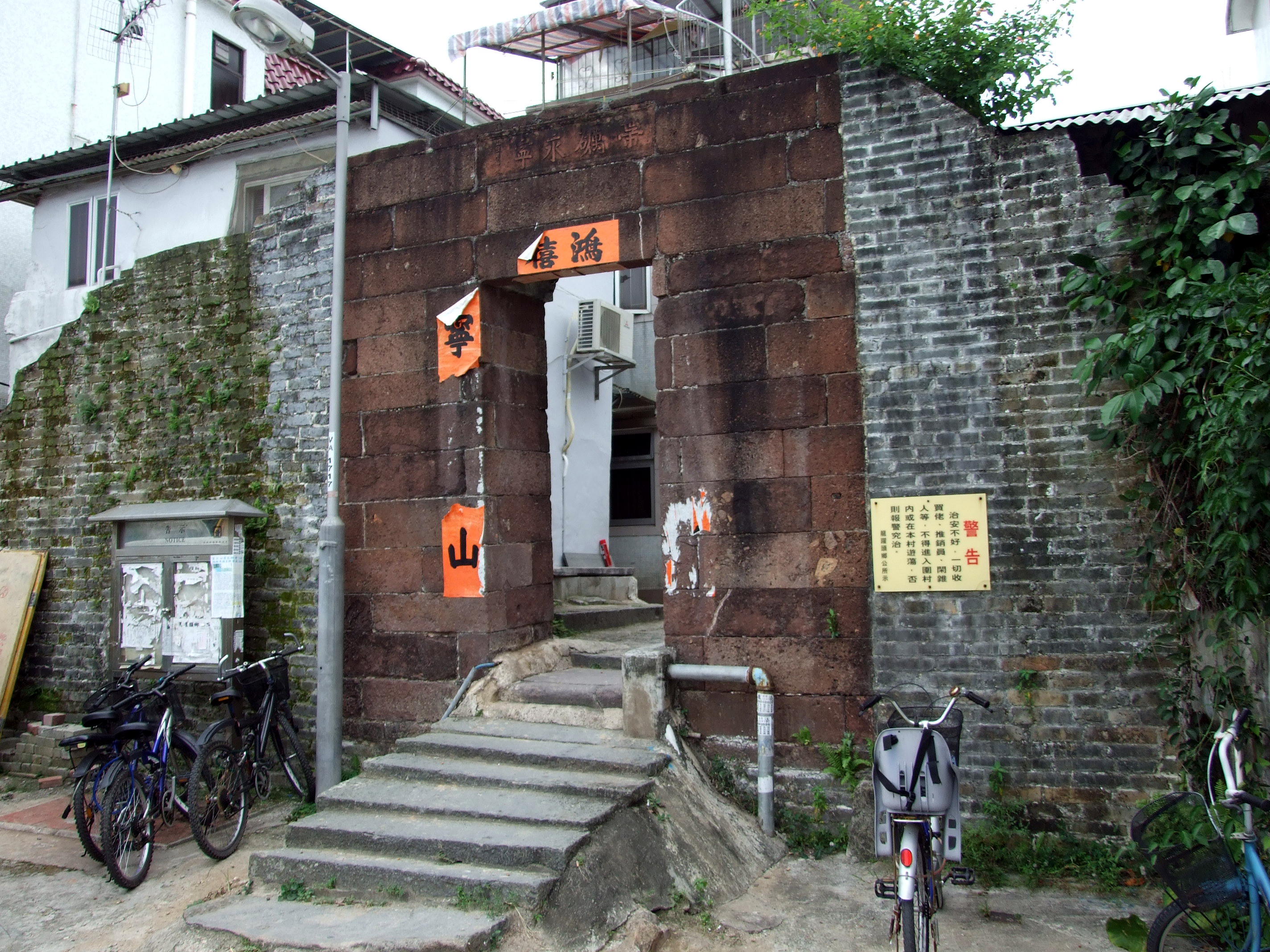
永寧圍圍門

永寧圍位於香港新界粉嶺龍躍頭，位於永寧村以北，是龍躍頭鄧族聚居的圍村，為龍躍頭「五圍六村」之一。

## 歷史
龍躍頭鄧族由錦田鄧族分支而來，永寧圍相傳已有四百年的歷史。

## 結構
梧桐河位於永寧圍的西面，風水甚佳。永寧圍的門樓建於1744年，以紅粉石築砌，兩旁的對聯為「永承吉水　寧住龍山」。因日久失修，青磚圍牆已成頹垣斷壁。圍內建有三排朝向東北的房舍，但由於隨時代發展，圍內的傳統房舍已所餘無幾。

## 外部連結
- 古物古蹟辦事處：永寧圍